# رابطة الأندية الأوروبية
رابطة الأندية الأوروبية (ECA) هي منظمة رياضية غير مستقلة ومنفصلة تأسست في يناير 2008 تقوم بالتمثيل المباشر للأندية الكروية في أوروبا، مهمتها الحماية والتسويق لأندية كرة القدم الأوروبية. وأنشأت لتحل محل المنظمة السابقة المسماة مجموعة الأربعة عشر (جي-14)، ومن تأسيسها ضمت 103 أعضاء من 53 دولة، كان عدد الأعضاء المؤسسين 16 نادياً. يرأسها حالياً رجل الأعمال القطري ناصر الخليفي رئيس نادي باريس سان جيرمان بدلًاً من أندريا أنييلي الذي استقال مؤخرًا. من ضمن أهداف المنظمة أيضاً هو إنشاء نموذج جديد لطريقة الإدارة الصحيحة داخل الأندية الرياضية يكون أكثر ديمقراطية ويساعد الأندية في إثبات وجودها في عالم كرة القدم.

## الأندية المؤسسة
| - إيه سي ميلان - يوفنتوس - ريال مدريد - برشلونة | - تشلسي - مانشستر يونايتد - بايرن ميونخ - أياكس أمستردام | - بورتو - ليون - آندرلخت - دينامو زغرب | - كوبنهاغن - أوليمبياكوس - رينجرز - بيركيركارا |

## لمحة تاريخية
أنشئت الرابطة كبديل لمجموعة G-14 التي تم حلها في يناير 2008 ولمنتدى النادي الأوروبي بالإتحاد الأوروبي لكرة القدم UEFA الذي كان يترأسه كارل هانز رومينيغه. تم تشكيل رابطة الأندية الأوروبية رسمياً وتوقيع مذكرة تفاهم مابين الاتحاد الأوروبي لكرة القدم UEFA ورابطة الأندية الأوروبية ECA في 21 يناير 2008، وخلال الاجتماع الأول للجمعية العمومية للرابطة ECA الذي عقد في الفترة من 7- 8 يوليو 2008 بمقر الاتحاد الأوروبي لكرة القدم UEFA بمدينة نيون السويسرية تم انتخاب كارل هانز رومينيغه رسمياً لمنصب رئيس رابطة الأندية الأوروبية (ECA).
رابطة الأندية الأوروبية أعتمدت على نظام بنية هيكلية وعملية اختيار للأعضاء مماثلة لتلك المستخدمة سابقاً في منتدى النادي الأوروبي، فهي تتكون من 102 عضواً يتم اختيارهم كل سنتين.
| موقع الفيدرالية في تصنيف الاتحاد الأوروبي لكرة القدم UEFA | عدد الأندية – الأعضاء العاديين في رابطة الأندية الأوروبية ECA |
| من 1 إلى 3                                                | 5                                                             |
| من 4 إلى 6                                                | 4                                                             |
| من 7 إلى 15                                               | 3                                                             |
| من 16 إلى 28                                              | 2                                                             |
| من 29 إلى 53                                              | 1                                                             |

مع انتهاء اجتماع الجمعية العمومية في سبتمبر 2013، فإن أعضاء مجلس الإدارة التنفيذي لرابطة الأندية الأوروبية ECA أصبحوا كالتالي: كارل هانز رومينيغه (الرئيس – بايرن ميونيخ)، أومبيرتو جانديني (النائب الأول للرئيس – ميلان)، ساندرو روسيل (النائب الثاني للرئيس – برشلونة)، يفجيني جينر (النائب الثالث للرئيس – سسكا موسكو)، ايفان جازيديس (أرسنال)، بيدرو لوبيز جيمينيز (ريال مدريد)، اندريا انييلي (يوفنتوس)، جان ميشال اولاس (ليون)، ديوغو برانداو (بورتو)، تيودوروس جيانيكوس (أولمبياكوس)، ادوين فان در سار (اياكس أمسترام)، مايكل فيرشورن (أندرلخت)، ياكوب أوتافا (سبارتا براغ)، زوران ماميتش (دينامو زغرب) وأوسريس لابيناس (إكراناس).
رابطة الأندية الأوروبية تشمل أيضاً قنوات وجهات عديدة، بما في ذلك مجموعات عمل، وفريق خبراء ولجان، على النحو التالي:
مجموعات العمل
من بداية تأسيس رابطة الأندية الأوروبية ECA، فإن مجموعات العمل تعتبر ركناً هامأً وفعالاً في الهيكل التنظيمي للرابطة، فهي لاتكف عن توفير الدعم والاستشارة لمجلس الإدارة التنفيذي للرابطة ECA، وكذلك لممثلي الرابطة المشاركين في اللجان أو مجموعات العمل على مستوى الاتحاد الأوروبي لكرة القدم UEFA، والاتحاد الدولي لكرة القدم FIFA، وكذلك للإتحاد الأوروبي، فمشاركتهم تعتبر هامة واستراتيجية للمنظمة. بالإضافة لذلك فهم يقومون بعقد اللقاءات مع الأعضاء وتقع عليهم مسئولية التواصل الداخلي لكامل الرابطة أثناء مناقشة القضايا الهامة، مواجهة التحديات والفرص. جميع مجموعات العمل تتكون من أندية الأعضاء العاديين وأندية الأعضاء المشاركين من جميع الفئات الأربعة. مجموعات العمل الخمسة تتضمن: مجموعة العمل لشؤون المباريات، مجموعة العمل للشؤون المالية، مجموعة العمل لشؤون العلاقات المؤسساتية، مجموعة العمل لشؤون التسويق والاتصالات، بالإضافة إلى مجموعة عمل لشؤون الشباب.
فرق الخبراء
كما هو الحال في مجموعات العمل، فإن فرق الخبراء لرابطة الأندية الأوروبية ECA، وكذلك اللجان تعتبر مركز الدعم لمجلس الإدارة التنفيذي، وتتكون من خبراء متخصصين من مختلف الأندية الأعضاء في الرابطة. أعضاء كل فريق ولجنة يتم تعيينهم من قبل مجلس الإدارة التنفيذي لرابطة الأندية الأوروبية ECA ويتولون بمهمة الجهات الاستشارية. حالياً فإن رابطة الأندية الأوروبية ECA تتضمن فرق الخبراء واللجان التالية: فريق الاستشارات القانونية، فريق الشؤون الدستورية، الفريق المالي نظام اللعب النظيف، لجنة الحوار الاجتماعي، ولجنة شؤون كرة القدم النسائية.

## الإنجازات
بناءً على مذكرة التفاهم التي وقع عليها الاتحاد الأوروبي لكرة القدم UEFA في عام 2008، فقد تم الاعتراف برابطة الأندية الأوروبية كمنظمة مستقلة تختص بتمثيل قضايا الأندية الرياضية على الساحة الأوروبية. وضمن إطار هذا الإتفاق وافق الاتحاد الأوروبي لكرة القدم UEFA أيضاً على أن يتم كل أربعة أعوام تخصيص المبالغ التي يحصل عليها من مكاسب بطولة كأس أوروبا لصالح الفيدراليات والأندية الرياضية التي ساهمت في نجاح تلك البطولة.
المبلغ المخصص للتسليم عن بطولة كأس الأمم الأوروبية EURO 2008 يقدر بقيمة 43,5 مليون يورو (62,8 مليون دولار)، يدفع لكل لاعب حوالي 4000 يورو «عن كل يوم مشاركة في البطولة». ومن ضمن الخطط أيضاً تحديد التزامات عديدة من الاتحاد الأوروبي لكرة القدم UEFA والاتحاد الدولي لكرة القدم FIFA تجاه الأندية الرياضية تتضمن من بينها مساهمات مالية عن مشاركة اللاعبين في بطولات كأس أوروبا وكأس العام، بشرط الحصول على موافقة جميع هيئاتها المختلفة.
لمذكرة التفاهم عن الفترة 2012- 2018، وذلك تزامناً مع انعقاد المؤتمر الاعتيادي السادس والثلاثون للإتحاد الأوروبي لكرة القدم. قام بالتوقيع على مذكرة التفاهم كلا من رئيس رابطة الأندية الأوروبية ECA السيد كارل هانز رومينيغه ورئيس الاتحاد الأوروبي لكرة القدم السيد ميشيل بلاتيني. كان الهدف من هذه المذكرة هو تمهيد الطريق بغرض الحصول على علاقة مثمرة مابين الفرق الأوروبية والهيئة المعنية بإدارة كرة القدم في الدول الأوروبية، مما سيساعد في الحصول على توازن أفضل بين كرة القدم الوطنية وكرة القدم داخل الأندية. هذا التفاهم الجديد جاء بديلا عن مذكرة التفاهم السابقة الموقعة في عام 2008 وستظل صالحة المفعول لغاية 30 مايو 2018. تتضمن مذكرة التفاهم أربعة قضايا هامة يتم عرضها كما يلي:
- جدول المواعيد الدولية للمباريات: جدول المواعيد الدولية للمباريات كان أهم مواضيع النقاش ويقوم على الإلزام الإجباري للنوادي الرياضية بالسماح للاعبين المنتخبات الوطنية بالمشاركة مع منتخبات بلدانهم ضمن مواعيد محددة. جدول مواعيد المباريات الدولية للأعوام 2014- 2018 يرتكز على اقتراح واضح تقدمت به رابطة الأندية الأوروبية ECA. جاء الاقتراح بفضل جهود مجموعات عمل خاصة تكونت من أعضاء من رابطة الأندية الأوروبية ECA، وممثلي دوري المحترفين الأوروبي لكرة القدم EPFL، وممثلي العالم لمحترفي كرة القدم FIFPro، بالإضافة إلى الاتحاد الأوروبي لكرة القدم UEFA. التوصيات التي وضتعها مجموعة العمل وتم المصادقة عليها من قبل الاتحاد الدولي لكرة القدم FIFA قدمت برنامج أكثر توازناً يقوم على إجراء 9 مباريات من مرتين ذهاب وإياب خلال فترة عامين بدون إجراء مبارايات ودية أحادية. يعتبر هذا البرنامج مناسب ومفيد لكل من الأندية والمنتخبات الوطنية.
- تأمين مرتبات اللاعبين: برنامج حماية الأندية، في البداية تم ادخاله على نفقة الاتحاد الأوروبي لكرة القدم FIFA وتم العمل به خلال تصفيات مسابقة كأس الأمم الأوروبية EURO 2012 التي أقيمت في بولندا وأوكرانيا وبعدها تم الموافقة عليه ومن ذلك الحين يقوم بتمويله الاتحاد الدولي لكرة القدم FIFA بعد أن صادق عليه مؤتمر الفيفا ببودابست في مايو 2012.[8] حالياً هذا البرنامج يشمل جميع الأندية التي تقدم لاعبيها للمشاركة مع منتخبات بلدانهم في مباريات المنتخبات الوطنية ضمن الجدول المحدد لمواعيد المباريات الدولية، ومن ضمن هذا البرنامج أيضاً التزام الاتحاد الدولي لكرة القدم FIFA بتامين مسابقة كرة القدم في دورة الألعاب الأوليمبية. برنامج حماية الأندية يشمل أيضاً تعويضات للأندية الرياضية في حالة إصابة لاعبها أثناء لعبه مع منتخب بلاده بإصابة جسمانية تضطره للتوقف مؤقتاً عن اللعب. اللاعبون مؤمنون كحد أعلى مدة عام بعد انتهاء فترة التأجيل بقيمة أقصاها 7500000 يورو.[9] ولايسري مفعول هذا التأمين إلا بعد انقضاء فترة 28 يوماً (يوم الإصابة + 27 يوماً).
- تقسيم أرباح دورة كأس الأمم الأوروبية EURO: وفقاُ لمذكرة التفاهم مابين رابطة الأندية الأوروبية ECA والاتحاد الأوروبي لكرة القدم UEFA الموقعة في عام 2008، فإن اللجنة التنفيذية للإتحاد الأوروبي لكرة القدم UEFA وافقت على تخصيص مبلغ ضمان احتياطي بقيمة 43,5 مليون يورو عن دورة كأس أوروبا 2008 للإتحاد الأوروبي لكرة القدم UEFA التي أقيمت في سويسرا والنمسا، وكذلك تخصيص مبلغ 55 مليون يورو عن دورة كأس أوروبا للإتحاد الأوروبي لكرة القدم UEFA التي أقيمت في بولندا وأوكرانيا.[10] بعد تجديد مذكرة التفاهم فإن الأرباح المخصصة للأندية التي قدمت لاعبيها للمشاركة في دورة كأس أوروبا 2012 في بولندا وأوكرانيا ارتفعت إلى مبلغ 100 مليون يورو. هذا القيمة سوف ترتفع إلى 150 مليون يورو في دورة كأس أوروبا 2016 التي ستقام في فرنسا. في إطار ارتفاع المكاسب التي تحصل عليها الأندية، فإن الاتحاد الأوروبي لكرة القدم UEFA ورابطة الأندية الأوروبية ECA قاما بوضع برنامج جديد لتقسيم الأرباح يضمن ارتفاع المكاسب لجميع الأندية بالمقارنة مع الدورات السابقة، وكذلك ضمان حصول أكثر عدد من الأندية على حصة من المكاسب. الأرباح عن دورة كأس أوروبا 2012 في بولندا وأوكرانيا كانت بقيمة إجمالية 100 مليون يورو تم تقسميها على أساس (60%) للتصفيات النهائية و (40%) للتصفيات الأولية. بفضل ذلك فإن البرنامج الجديد للتوزيع ضمن لعدد 578 نادي الحصول على مقابل مادي مناسب من الاتحاد الأوروبي لكرة القدم UEFA عن تقديمه اللاعبين للمشاركة في المباريات الأولية والمباريات النهائية. يعتبر هذا ارتفاع ملحوظ بالمقارنة مع دورة كأس أوروبا في 2008 حيث حصل فقط 181 نادي على مكاسب مادية.
- الإدارة: أخيراً، فإن مذكرة التفاهم الجديدة عززت مشاركة الأندية في العمليات المصيرية للإتحاد الأوروبي لكرة القدم. في المستقبل ستكون أصوات الأندية لها صدى مسموع، وسيتم الأخذ بها بعين الاعتبار، ولن يتخذ أي قرار مباشر حول نادياً ما بدون موافقة النادي المسبقة. إن ممثلي رابطة الأندية الأوروبية ECA يتم اختيارهم من مجلس إداراة اللجنة التنفيذية لمسابقات أندية الأتحاد الأوروبي لكرة القدم وكذلك المجلس الإستراتيجي لتطوير كرة القدم الاحترافية للإتحاد الأوروبي لكرة القدم.

## المنشورات
تقرير المسؤولية الإجتماعية ومسؤولية المجتمع
نشرت رابطة الأندية الأوروبية ECA في سبتمبر 2011 تقريرها الأول عن المسئولية الاجتماعية ومسئولية المجتمع. كان الهدف من هذا المنشور هو عرض الأعمال المفيده التي قامت بها أندية كرة القدم في المجال الاجتماعي ومسئولية المجتمع. التقرير يتألف من 54 مشروع اجتماعي للأندية الأعضاء في رابطة الأندية الأوروبية. كل المشاريع تؤكد أن كرة القدم والرياضة بشكل عام تلعب دور اجتماعي وتعليمي هام.
المجلة القانونية لرابطة الأندية الأوروبية
رابطة الأندية الأوروبية ECA منذ العام 2011 تقوم بإصدار مجلة قانونية سنوية توجز فيها القضايا القانونية المتكرره والتي يواجهها ممثلي النادي. تهدف إصدارات المجلة القانونية إلى إعطاء الدعم والنصيحة للأندية الرياضية عن كيفية التعامل مع المشاكل الخاصة المتعلقة بالتعويضات عن التدريب، والمشاكل الإدارية والأندية المملوكه من قبل طرف ثالث إلخ...
تقرير رابطة الأندية الأوروبية عن أكاديميات الشباب في أوروبا
قامت رابطة الأندية الأوروبية في سبتمبر 2012 بإصدار تقرير بخصوص أكاديميات الشباب في أوروبا. يعتبر التقرير بمثابة نقطة مقياس، ويعطي امكانية القاء نظرة مقارنة للطرق المختلفة وعن أفكار عمل أكاديميات الشباب في أوروبا.

## وصلات أخرى
- الموقع الرسمي